# Jordskælvet i Det Ægæiske Hav 2017
Jordskælvet i Det Ægæiske Hav 2017 var et jordskælv, der fandt sted ca. halv to om natten til 21. juli 2017 10 km syd for Bodrum i Tyrkiet og 16 km nordøst for den græske ø Kos. Skælvets hypocenter lå ti km under Det Ægæiske Hav.
Skælvet, der havde en styrke på 6,7 på momentmagnitude-skalaen (med efterskælv på op til 4,6), kostede mindst to mennesker (en svensker og en tyrker) livet på den græske ø Kos (fordi de blev ramt af sten på en bar), mens 120 er såret. I Bodrum i Tyrkiet er 358 kommet til skade, hvoraf nogle måtte behandles i hospitalets have, fordi selve hospitalet var blevet beskadiget af jordskælvet. Udover Kos og Bodrum kunne skælvet mærkes på Rhodos og i Marmaris. Ifølge The European-Mediterranean Seismological Centre forårsagede skælvet en mindre tsunami, men Pacific Tsunami Warning Center har ikke udsendt noget varsel.